# Littérature du VIIe siècle
Littérature du Ve siècle - Littérature du VIe siècle - Littérature du VIIe siècle - Littérature du VIIIe siècle - Littérature du IXe siècle

## Événements
- 620 : au Japon, le régent Shōtoku Taishi fait rédiger les premières annales japonaises (Kokki)[1].

- Vers 675 : en Irlande, les monastères de Bangor et d’Iona, fondés vers 550, organisent des ateliers de copistes d’où sortent des manuscrits célèbres pour leur décoration. Le plus ancien connu est un évangéliaire en latin élaboré à Durrow vers 675[2],[3].
- 677 : premier emploi de parchemin par la chancellerie franque sous Thierry III ; le papyrus, support exclusif en usage jusqu'au règne de Clotaire III (657-673), est substitué progressivement par le parchemin dans les actes officiels. Le papyrus subsiste cependant et en 716, un diplôme de Chilpéric II exempte de droits le monastère de Corbie pour les épices et le papyrus en provenance de Marseille. Les chancelleries italiennes continuent d’utiliser le papyrus, notamment à Ravenne et dans l'Italie byzantine ; la chancellerie pontificale l'emploie jusqu'en 1046[4].

- 680-690 : apparition de la minuscule dans l’antiphonaire (en) de Bangor[5].

- Apparition de la prose narrative en Irlande transcrivant les épopées traditionnelles celtiques à la fin du VIIe siècle : le Cycle d'Ulster, avec son héros Cúchulainn, le Cycle de Finn, qui évoque la tradition celtique des confréries de chasseurs guerriers[6].

## Œuvres majeures
- 615-636 : l'évêque Isidore de Séville met en chantier un grand projet qui devrait permettre à son peuple de connaître toute la culture classique dans sa propre langue, les Etymologiae[7]. Après sa mort, ses disciples terminent les « Étymologies », qui devient l’encyclopédie de base du savoir médiéval inspiré des auteurs antiques (médecine, droit, chronologie, interprétation de la Bible, droit canon, liturgie, Dieu et ses liens avec l’homme, relations de l’homme et de l’État, anatomie humaine, le monde animal et la matière).

- Vers 660-663 : rédaction des Chroniques de Frédégaire par un moine vivant probablement à Chalon-sur-Saône, dans le monastère de Saint-Marcel, qui concernent la période de 584 à 641[8]. Elles mentionnent pour la première fois la légende de l’origine troyenne des Francs[9].
- 647 : recension officielle du Coran par une commission désignée par le calife Othmân. Sous Abd Al-Malik (685-705) sont effectués de nouvelles interventions sur le texte du Coran[10].
- 648 : compilation du Jin Shu (« Livre des Jin »), qui couvre l'histoire de la dynastie Jin en Chine, sous la direction de Fang Xuanling[11].
- Vers 650 : Bhaṭṭikāvya (en), poème indien de Bhatti racontant l'histoire de Rāma[12].
- Vers 675 : Livre de Durrow rédigé dans le monastère du même nom de la main, dit-on, de saint Colomban. Il comporte quatre évangiles en latin, traduits et commentés. Son ornementation s’inspire de la tradition de l’orfèvrerie celtique[13].

## Naissances
- vers 672/673, Bède le Vénérable, moine et historien anglais.

## Décès
- 604, pape Grégoire Ier, Docteur de l’Église, théologien.
- 636, Isidore de Séville, évêque de Séville et théologien.